# Bluesfest Eutin

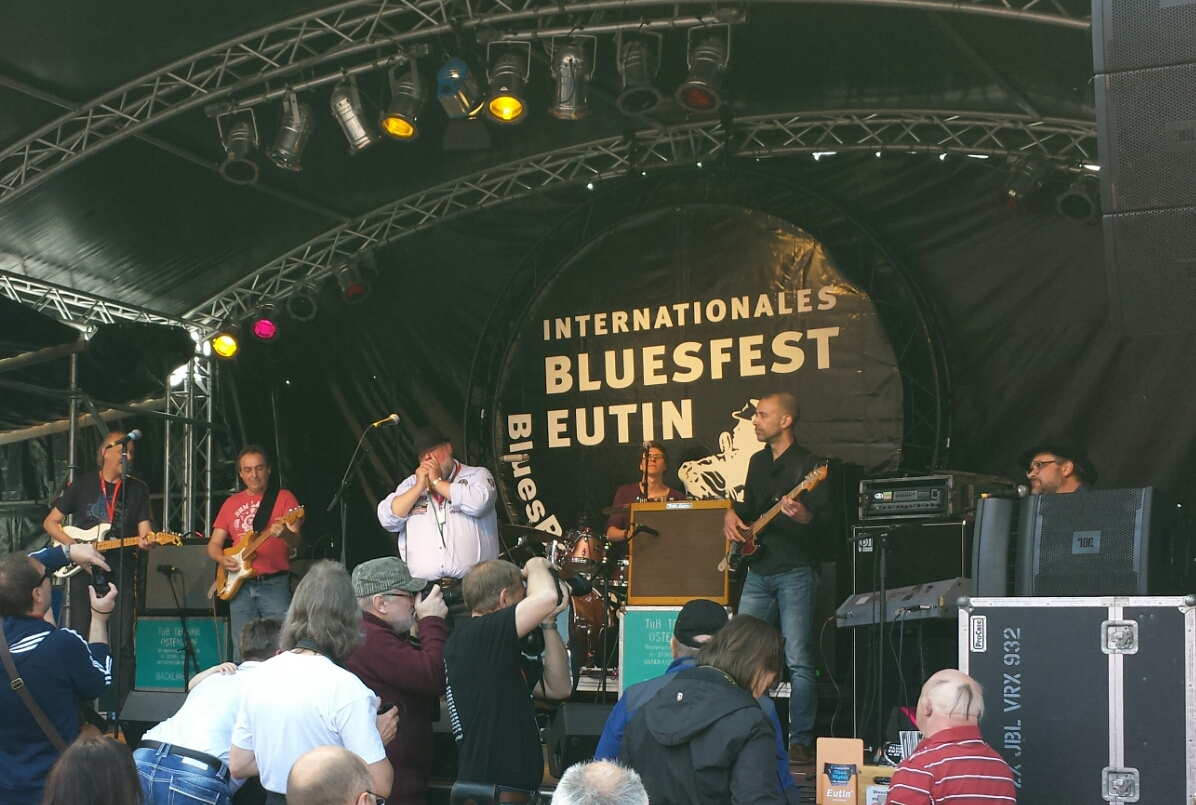
Eutin All Time Stars, BluesBaltica/Bluesfest 2014

Das Internationale Bluesfest Eutin, auch Blues Baltica genannt, ist ein in Eutin, Schleswig-Holstein, stattfindendes Bluesfestival, das jährlich etwa 15.000 Zuschauer verfolgen. Es ist eine Open-Air-Veranstaltung und findet auf dem Marktplatz der Stadt Eutin statt. Ein besonderes Merkmal des Festivals ist der freie Eintritt.
Ein weiteres besonderes Merkmal des Festivals ist die Ausrichtung auf Musiker aus dem skandinavischen und baltischen Raum. Das erste Festival wurde 1989 veranstaltet. Veranstalter ist der Verein Baltic Blues e. V.
Zu den Aktivitäten als Teil des Festivals zählt auch Blues@School, in dessen Rahmen internationale Künstler in Schulen gehen und dort auftreten. Neben der Musik steht hier die Vermittlung von soziokulturellen Hintergründen der Bluesmusik im Mittelpunkt. Weiter zählen zum Rahmenprogramm seit 2008 Ausstellungen von Fotografien oder Malerei zum Thema Blues. 2011 gab es eine Fotoausstellung von Art Tipaldi, dem Herausgeber der US-amerikanischen Zeitschrift Blues Revue, mit dem Titel The South & The Blues.
Nach zwei Jahren Pause, unter anderem wegen der durch die Covid-19-Pandemie bedingten Einschränkungen, fand das Bluesfest 2022 mit 14 Bands aus neun Ländern wieder statt. Wegen der Umgestaltung des Eutiner Marktplatzes wurde das Fest auf den Platz am Segenhörn hinter dem Rathaus verlegt.

## Künstler auf dem Festival
Aufgetreten sind auf den Festivals der letzten Jahre unter anderem:
- 2008 (Motto: The Lady sings the Blues): Erja Lyytinen Band, Sydney Ellis and her Yes Mama Band, Petra Börnerova Band (Tschechien/Slowakei)
- 2009 (Motto: Black & White): Reba Russell Band (USA), Christian Dozzler (Österreich)
- 2010 (Motto: Young & Fresh): Women in Blues (Norwegen), Margit Bakken & Rita Engedalen (Norwegen), Boogie Boys (Polen)
- 2011 (Motto: America)[2]: Magda Piskorczyk (Polen), Moreland & Arbuckle (USA), The Booze Brothers & The Wolf Island Horns (Schweden)
- 2012 (Motto: Blues from all continents)[3]: Shawn Pittman & The Bluestars (USA/D), Colin Linden Band (Kanada), Igor Prado Band (Brasilien)
- 2013 (Motto: Crossing Borders)[4]: Big Pete Pearson and The Gamblers (USA/Italien), Stina Stenerud & her Soul Replacement (Norwegen)
- 2014 (Motto: Old & New)[5]: Lurrie Bell Quartett (DK/USA), Mike Andersen Duo (DK), King King (SCO), Mike Seeber Trio (D), Ole Frimer Band[6] (DK)
- 2015[7]: Adriano BaTolba Orchester (D), Kraków Street Band (PL), The Blues Blueskollektivet (N), Joe Colombo (CH), Petra Börnerová Trio (CZ/SK/HUN), Nick Moss Band (USA), Big Creek Slim & The Cockroaches (DK)
- 2016[8] (Motto: Modern Roots): Mississippi Bigfoot (USA), WellBad (D), Jason Ricci (USA)

## Belege
1. ↑  Die 31. Blues Baltica auf dem Segenhörn in Eutin ist eröffnet. Ostholsteiner Anzeiger, 19. Mai 2022.
2. ↑  — (Memento des Originals vom 19. Oktober 2014 im Internet Archive)  Info: Der Archivlink wurde automatisch eingesetzt und noch nicht geprüft. Bitte prüfe Original- und Archivlink gemäß Anleitung und entferne dann diesen Hinweis.
3. ↑  — (Memento des Originals vom 19. Oktober 2014 im Internet Archive)  Info: Der Archivlink wurde automatisch eingesetzt und noch nicht geprüft. Bitte prüfe Original- und Archivlink gemäß Anleitung und entferne dann diesen Hinweis.
4. ↑  — (Memento des Originals vom 19. Oktober 2014 im Internet Archive)  Info: Der Archivlink wurde automatisch eingesetzt und noch nicht geprüft. Bitte prüfe Original- und Archivlink gemäß Anleitung und entferne dann diesen Hinweis.
5. ↑  — (Memento des Originals vom 19. Oktober 2014 im Internet Archive)  Info: Der Archivlink wurde automatisch eingesetzt und noch nicht geprüft. Bitte prüfe Original- und Archivlink gemäß Anleitung und entferne dann diesen Hinweis.
6. ↑  Bluesfest Eutin: Ole Frimer Band - Texas- und Chicago-Blues aus Aarhus, Deutschlandfunk Mitschnitt-Sendung vom 21. November 2014, abgerufen am 18. März 2016.
7. ↑  Festival-Bericht 2015 (Memento des Originals vom 24. März 2016 im Internet Archive)  Info: Der Archivlink wurde automatisch eingesetzt und noch nicht geprüft. Bitte prüfe Original- und Archivlink gemäß Anleitung und entferne dann diesen Hinweis.
8. ↑  Programm Bluesfest Eutin 2016. In: BluesBaltica. Archiviert vom Original (nicht mehr online verfügbar) am 19. Mai 2016; abgerufen am 19. Mai 2016.  Info: Der Archivlink wurde automatisch eingesetzt und noch nicht geprüft. Bitte prüfe Original- und Archivlink gemäß Anleitung und entferne dann diesen Hinweis.